# مارتي ويلان
مارتي ويلان (بالإنجليزية: Marty Whelan)‏ هو مقدم تلفزيوني أيرلندي، ولد في 7 يونيو 1956 في دبلن في جمهورية أيرلندا.

## وصلات خارجية
- مارتي ويلان على موقع IMDb (الإنجليزية)
- مارتي ويلان على موقع قاعدة بيانات الفيلم (الإنجليزية)